# Akita Masateru
Masateru Akita (sinh ngày 25 tháng 9 năm 1982) là một cầu thủ bóng đá người Nhật Bản.

## Sự nghiệp câu lạc bộ
Masateru Akita đã từng chơi cho Mito HollyHock, Banditonce Kobe và Zweigen Kanazawa.